# Jorge Silva Somarriva
Jorge Silva Somarriva (Santiago, 7 de marzo de 1871-ibídem, 1963) fue un agricultor y político chileno, miembro del Partido Liberal Democrático. Se desempeñó como ministro de Hacienda en el primer gabinete del presidente Emiliano Figueroa Larraín.

## Familia y estudios
Nació en Santiago el 7 de marzo de 1871; hijo del senador Ignacio Silva Ureta y de Josefina Somarriva Berganza. Realizó sus estudios primarios en el Instituto Nacional, y luego cursó estudios de derecho en la Universidad de Chile. Después de la revolución de 1891, viajó a Francia para seguir estudios de economía.
Desde 1891 se dedicó a la agricultura en la provincia de Aconcagua, el departamento de Maipo y la hacienda de su padre, ubicada en el Valle de Alicahue.
Se casó en 1924, con Delia Matte Amunátegui, hija del político conservador y presidente del Senado, Ricardo Matte Pérez.

## Carrera política
Fue elector de los presidentes de la República en la campaña política de Vicente Reyes Palazuelos, Federico Errázuriz Echaurren, Germán Riesco y Fernando Lazcano Echaurren por los departamentos de Petorca, La Ligua, Mulchén y San Felipe, respectivamente. Luego, fue elegido como regidor por La Ligua en algunos periodos.
Militante del Partido Liberal Democrático, en las elecciones parlamentarias de 1900, había sido elegido como diputado, por primera vez, por el departamento de La Ligua, pero componendas políticas del momento lo dejaron fuera.
En las elecciones parlamentarias de 1912, sin competidor, fue elegido como diputado por Petorca y La Ligua, candidatura que le fue ofrecida por los dirigentes de La Ligua y Cabildo; por el periodo legislativo 1912-1915. Durante su gestión fue miembro de la Comisión Permanente de Hacienda; pronunció algunos discursos sobre cuestiones económicas.
Tras un receso, en las elecciones parlamentarias de 1918, fue elegido como diputado por Rancagua, Cachapoal y Maipo, por el periodo 1918-1921. En esa oportunidad integró la Comisión Permanente de Hacienda y fue diputado reemplazante en la Comisión Permanente de Presupuestos. En las elecciones parlamentarias de 1921, fue reelegido en el cargo por la misma agrupación, por el periodo 1921-1924.  Integró la Comisión Permanente de Hacienda.
En la cámara baja fue miembro del comité parlamentario de su partido. Figuró en la Comisión Especial de Legislación Bancaria y en la Comisión Mixta para la Revisión de la Ley de Elecciones y Decretos Objetados. En 1913 presentó un proyecto sobre la creación de un Banco Privilegiado, de vital importancia para el país; presentó otra moción para «Reglamentar la forma en que deben hacerse las tasaciones de las propiedades», para el pago de la contribución de haberes; otro, que creaba la «Fiscalía de Letras de Cambio», para impedir las especulaciones. Se ocupó de preferencia por los adelantos de carácter local del departamento que representó, dotando de agua potable y de estanques a la ciudad de La Ligua y Cabildo, y de una sala al hospital de la primera. Formó parte de la Comisión Revisora del Arancel Aduanero y de la Ley de Aduanas.
Por otra parte, propuso en la cámara insistentemente la formación de una Comisión especial que estudiara los proyectos entonces pendientes sobre el proceso de colonización, seguro obrero, salario mínimo y jornada laboral de ocho horas.
También, se opuso tenazmente al trato igual que se quería dar a las empresas nacionales y a las extranjeras, alegando que un Estado tal como distingue entre ciudadanos propios y ajenos, debía hacer un tanto en aquel ámbito. De la misma manera, se opuso a su amigo el ministro Enrique Zañartu Prieto combatiendo el Decreto de los Altos Hornos de Corral.
A inicios de 1925 participó de la comisión fundadora del Banco Central de Chile, y el 23 de diciembre de ese año, fue nombrado como ministro de Hacienda por el presidente Emiliano Figueroa. Durante su gestión ministerial, firmó la promulgación del decreto supremo 2.855 del 28 de diciembre de 1925, el cual aprobó el texto de los primeros estatutos de dicha entidad. Precisamente, a propósito del envío a Londres de la reserva en oro del Banco Central, durante su Ministerio, protestó en variadas publicaciones de El Diario Ilustrado con toda su fuerza e hizo todas las gestiones posibles a fin de evitarlo. Finalmente el oro se envió a Londres, se decretó allí la incorvertibilidad, y se pagaron a Chile los fondos del oro en libras de papel despreciadas.
Se opuso al propio presidente Emiliano Figueroa cuando este se dejó doblegar políticamente por su ministro de Guerra, Carlos Ibáñez del Campo, renunciando a la cartera el 2 de septiembre de 1926, por la falta de estatismo en Minería que acusaba, para él, al propio gobierno del cual formaba parte.

## Últimos años y muerte
Decepcionado de la política, la abandonó para dedicarse al estudio de la agricultura y la economía. Con todo, apoyo decidida y activamente al Frente Popular del radical Pedro Aguirre Cerda, como las candidaturas presidenciales de los liberales Arturo Matte Larraín y Jorge Alessandri.[cita requerida]
Como filántropo, subvencionó la Liga de Estudiantes Pobres, la de Talleres Protectores de Obreras y la Escuela de Proletarios, tal como perteneció a la Sociedad de Fomento Fabril (Sofofa) y a la Sociedad Nacional de Agricultura (SNA).
Construyó en la localidad de Alicahue una laguna artificial (Laguna del Chepical) y fundó el Centro Protector de Estudiantes.
Además, fue durante muchas años director del Banco de Chile, miembro del Club de La Unión, del Club Hípico de Santiago y melómano promotor de las óperas de Verdi, en boga por entonces.
Falleció en 1963. A pesar de haber donado una gran extensión de sus propiedades que constituyó una cooperativa agrícola de campesinos propietarios, los territorios de su viuda y sus dos hijos fueron expropiados por la reforma agraria durante el gobierno del presidente Eduardo Frei Montalva.[cita requerida] Tiempo después, durante la dictadura militar del general Augusto Pinochet se les ofreció restituir las propiedades por medio de una nueva expropiación, pero dicha sucesión rehusó beneficiarse y actuó, con éxito, para evitarla.[cita requerida]